# S3 (Georgië)
De S3 (Georgisch: საერთაშორისო მნიშვნელობის გზა ს3, Saertashoriso mnishvnelobis gza S3, weg van internationaal belang), ook bekend als ‘Mtscheta – Stepantsminda – Lars (grens van de Russische Federatie)’ en ‘Georgische Militaire Weg’, is een 139 kilometer lange hoofdroute binnen het Georgische wegennet. De S3 is onderdeel van de Europese E117 en de Aziatische AH81 en is de enige open landroute tussen Georgië en Rusland, omdat de routes via Abchazië en Zuid-Ossetië  feitelijk gesloten zijn voor doorgaand verkeer.

## Route
De S3 is gebouwd als tweebaansweg en begint als aftakking van de autosnelweg S1 bij het dorp Natachtari ten noorden van Tbilisi. De weg gaat in noordelijke richting via de Dzjvaripas en Stepantsminda door de Darjalkloof naar de grensovergang Verchniy Lars (Boven-Lars) met Rusland. Na de Georgisch-Russische grens gaat de weg als A161 verder naar Vladikavkaz, de hoofdstad van de Russische deelrepubliek Noord-Ossetië-Alanië. De S3 ligt geheel in de regio Mtscheta-Mtianeti. 
De weg begint op 500 meter boven zeeniveau in de Moechrani-vallei en volgt de kloof van de rivier Aragvi. Bij Zjinvali splitsen een aantal belangrijke routes af: de Sh26 naar Sjatili aan de Russische grens en de Sh27 naar Tianeti. De S3 passeert na Zjinvali de historische regio Mtioeleti. Bij het wintersportgebied van Goedaoeri ligt de Dzjvaripas, wat het hoogste punt in de weg is van 2.379 meter boven zeeniveau en de waterscheiding van de Grote Kaukasus. 
Aan de zuidkant van de pas staat het iconische Rusland-Georgië Vriendschapsmonument dat in 1983 werd gebouwd ter gelegenheid van het 200-jarig jubileum van het Verdrag van Georgiejevsk, waarmee het Georgische Koninkrijk Kartli-Kachetië een protectoraat van Russische Rijk werd. Tussen de Dzjvaripas en Stepantsminda, het centrum van de gemeente Kazbegi, is de Troesovallei vanaf de S3 te bereiken. De weg volgt hier de rivier Terek naar Rusland. Boven Stepantsminda staat de iconische Drievuldigheidskerk van Gergeti op een heuveltop. De Georgische grenspost ligt op 1.260 meter in de Darjalkloof.

## Achtergrond
De S3 volgt de historische Georgische Militaire Weg. Eeuwenlang was dit de enige geschikte route om het centrale deel van de Grote Kaukasus te passeren, terwijl de diepe Darjalkloof op de grens tussen Georgië en Rusland fungeerde als een natuurlijke poort voor iedereen die de bergen vanuit het noorden wilde passeren. Deze route werd onder meer gebruikt door het Russische Rijk om de controle uit te breiden naar Transkaukasië, nadat het Georgische Koninkrijk Kartli-Kachetië in 1783 door het Verdrag van Georgiejevsk een Russisch protectoraat was geworden. Onder Russische leiding werd de route medio 1800 uitgebreid tot een transportroute en kreeg het de bijnaam Georgische Militaire Weg.

### Nummering
In 1960 werd de Georgische Militaire Weg onderdeel van de Sovjet-route 16 "Beslan - Ordzjonikidze (Vladikavkaz) - Tbilisi - Leninakan (Gjoemri) - Jerevan", een van de 37 genummerde "hoofdwegen van nationaal belang" in de Sovjet-Unie. In 1982 introduceerde de Sovjet-Unie een nieuw systeem met drie niveaus, namelijk M, A en R wegen. De weg werd toen onderdeel van de A-301 "Tbilisi (Natachtari) – Beslan". In 1996 werd het moderne Georgische wegnummeringssysteem geïntroduceerd en werd het Georgische deel van de A-301 omgenummerd naar de S3 "Mtscheta – Stepantsminda – Lars (grens van de Russische Federatie)".

### Transit voor Armenië
De S3 is de enige directe route tussen het centraal gecontroleerde Georgië en Rusland, en is een belangrijke landroute tussen Armenië en Rusland. Rusland hield tussen 2006 en 2010 de grensovergang in de Darjalkloof gesloten als reactie op het westers georiënteerde beleid van de toenmalige regering van president Saakasjvili. Hierdoor was er geen wegverkeer tussen Georgië en Rusland mogelijk. Dit had ook gevolgen voor Armenië, dat afhankelijk is van handel met Rusland. Op aandringen van Armenië ging de grensovergang in maart 2010 weer open.
De hoogste delen van de weg zijn gevoelig voor aardverschuivingen en zware sneeuwval, wat leidt tot frequente wegafsluitingen en lange (vrachtwagen)wachtrijen. Armenië en Rusland probeerden Georgië te bewegen extra transportroutes over land mogelijk te maken, via bijvoorbeeld Zuid-Ossetië (Roki-tunnel) en Abchazië. Deze initiatieven liepen op niets uit, behalve dat Georgië begon met het opwaarderen van de meest gevoelige delen van de S3. Nabij de Russische grens werd een tunnel van bijna twee kilometer gebouwd om de kwetsbaarheid voor aardverschuivingen tegen te gaan. De directe aanleidingen waren twee grote aardverschuivingen in 2014 waarbij 7 mensen omkwamen, waarbij de Georgische grenspost zwaar beschadigd raakte en het verkeer in totaal bijna twee maanden niet de grens over kon.

## Foto's

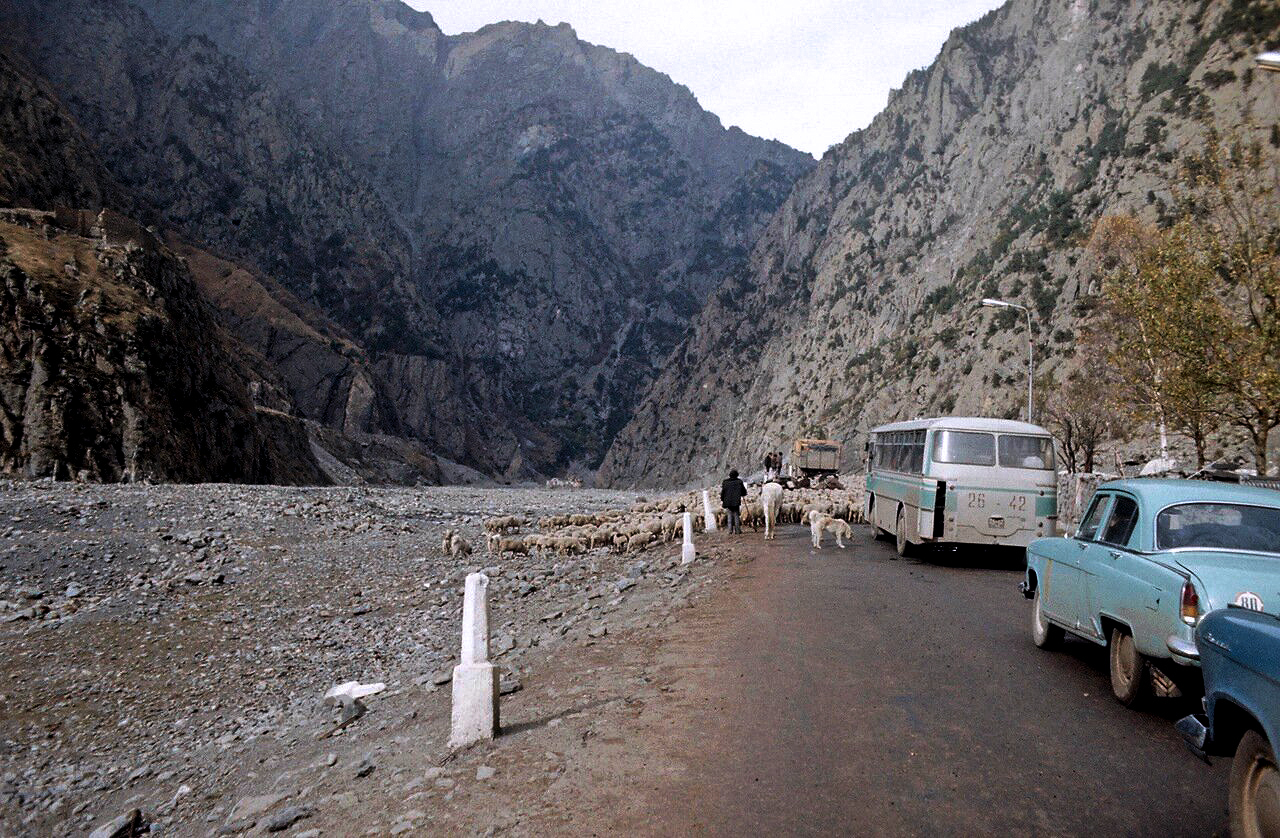
Darjalkloof in de jaren 1970
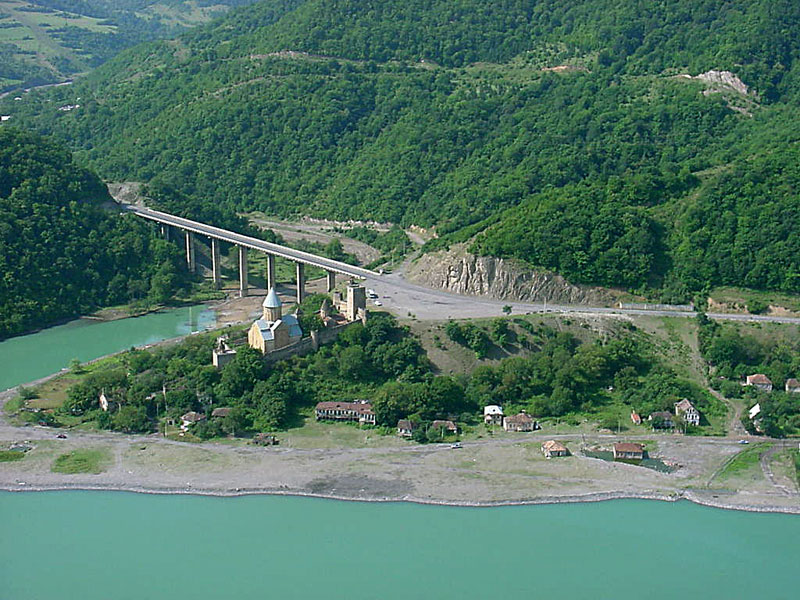
Ananoeri
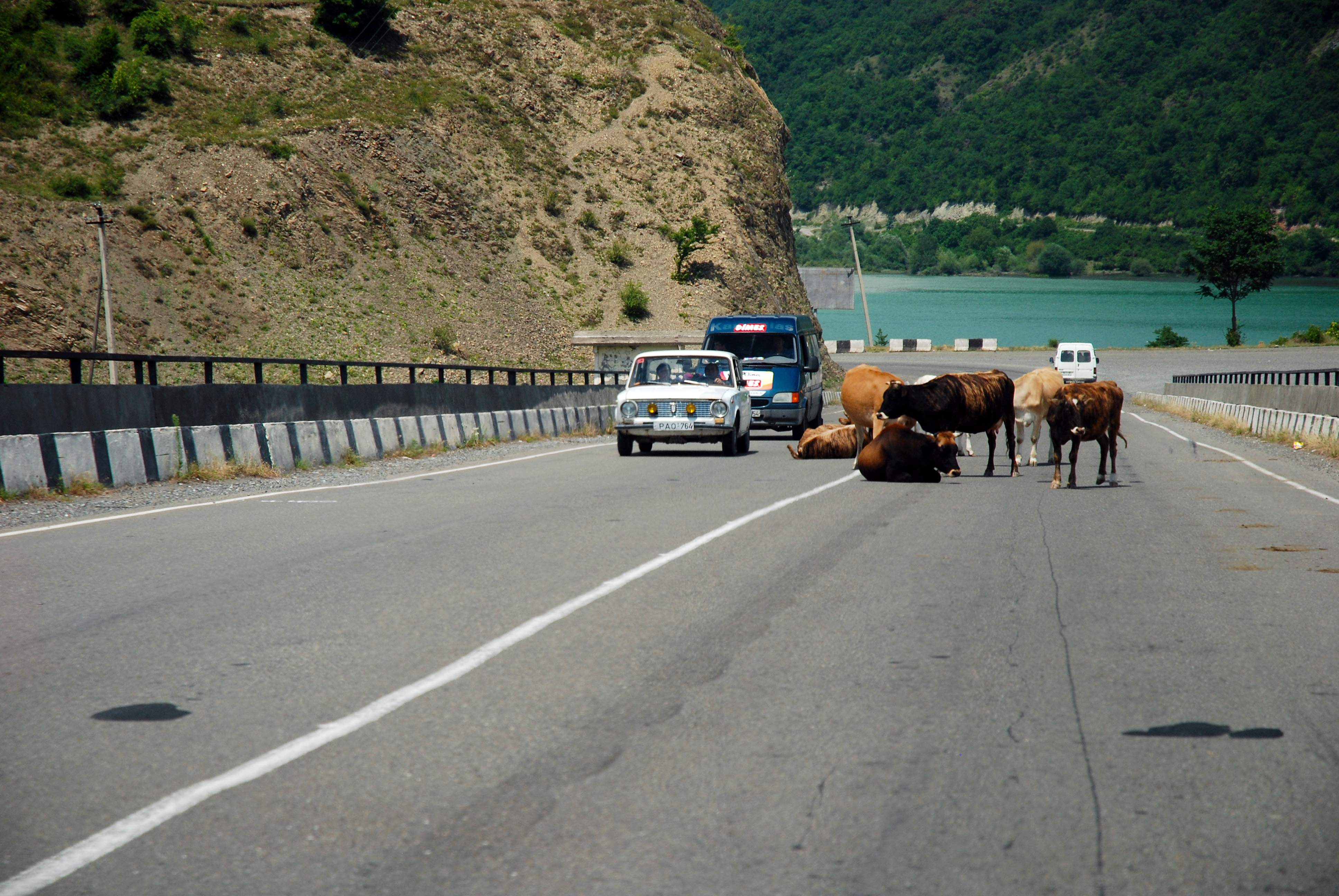
Ananoeri
Bij Kobi

## Goedaoeri Bypass

Goedaoeri bypass

In 2021 werd begonnen met de bouw van een 23 kilometer lange bypass van wintersportplaats Goedaoeri, tussen de dorpen Kvesjeti en Kobi. Het project is onderdeel van de Noord-Zuid Corridor, wat de opwaardering inhoudt van de transit-route tussen Armenië en Rusland. De bypass houdt het drukke vrachtverkeer uit de wintersportplaats, maakt de route naar Rusland minder gevoelig voor de sneeuwval rond de Dzjvaripas en haalt ook de klim naar de pas eruit.
Het traject vangt aan op 1.380 meter hoogte bij Kvesjeti en gaat door de Chadavallei waar een negen kilometer lange tunnel door het Sadzele bergmassief en onder de Kaukasus waterscheiding door komt. Dit wordt de langste tunnel in de Kaukasusregio. De tunnel wordt geboord met een tunnelboormachine uit China. Aan de andere kant van de tunnel sluit de weg bij Kobi aan op de oude S3 op 1.970 meter hoogte, wat dan het nieuwe hoogste punt in de weg zal worden.
Het hoogteverschil van 600 meter wordt voornamelijk bij Kvesjeti en in de Chadavallei overbrugd. Door de bypass wordt 400 meter hoogteverschil uit de route gehaald. Voor de verbinding van de S3 naar de Chada-vallei wordt een boogbrug gebouwd van 426 meter lang met een hoogte van 176 meter die de Chadistskali-rivier overspant. De begroting van het project bedraagt 559 miljoen dollar. Dit wordt gefinancierd door de Asian Development Bank en de Europese Bank voor Wederopbouw en Ontwikkeling (EBRD) met een eigen bijdrage van de Georgische overheid. Twee verschillende bedrijven uit China zijn verantwoordelijk voor de bouw van de twee deelsecties.
| Kavel       | Van    | Tot      | Lengte  | Financiering                         | Constructeur                                   | Begin bouw | Geopend | Opmerkingen                  |
| ----------- | ------ | -------- | ------- | ------------------------------------ | ---------------------------------------------- | ---------- | ------- | ---------------------------- |
| 1           | Kobi   | Tskere   | 10 km   | $415m ADB $060m EBRD $084m Staatskas | China Railway Tunnel Group Co (CRTG)           | 2021       |         | inclusief 9 kilometer tunnel |
| 2           | Tskere | Kvesheti | 12,7 km | $415m ADB $060m EBRD $084m Staatskas | China Railway 23rd Bureau Group CO. Ltd (CRCC) | 2021       |         | traject door Chadavallei     |
| ■ In aanleg |        |          |         |                                      |                                                |            |         |                              |

## Uitbouw in Aragvi-vallei
In 2020 werd een haalbaarheids- en ontwerpstudie afgerond om 27 kilometer van het zuidelijke deel van de S3 tussen Natachtari en Zjinvali als autosnelweg te bouwen op de linkeroever van de rivier de Aragvi te bouwen. Deze studie werd gefinancierd door de Asian Development Bank.